# Zornitza Koleva
Zornitza Koleva Simeonova (nacida el 4 de agosto de 1979) es una exjugadora española de balonmano, que jugó en el C.D. Goya Almería y en la selección española femenina. Lateral de gran disparo desde 9 metros, desarrolló gran parte de su carrera en equipos de balonmano españoles.
Nacida en Bulgaria compitió hasta en 17 ocasiones con la selección española y fue medalla de plata en el Campeonato Europeo de Balonmano Femenino de 2008, donde el combinado nacional llegó a la final, tras derrotar a Alemania en la semifinal.
Zornitza llegó a España fichada por el Vicar Goya Jarquil en el 2000 para la primera temporada del equipo almeriense en la EHF Cup. En el 2004 recaló en el Cementos La Unión Ribaroja, del que salió en 2007 por desavenencias con el club valenciano. 
Repescada para el equipo colegial en 2007 por el entrenador local (y ex seleccionador nacional) Miguel Ángel Florido, debutó con el club vicario frente al Milly Cleba León el 23 de septiembre de 2007. Renovó en el 2008 para apuntalar la plantilla en la máxima división del balonmano español (Liga ABF) y abandonó el equipo almeriense en 2009 tras una temporada plagada de lesiones.
Su última temporada en España, la 2009-2010, la jugó en el Balonmano Parc Sagunto. En el año 2012 el Juzgado de lo Social número 1 de Valencia condena al Club Balonmano Mar Valencia (disuelto ese mismo año) a pagar 4.400€ a la jugadora hispano búlgara.

## Trayectoria
- 2000-04: Vicar Goya
- 2004-07: Cementos La Unión
- 2007-09: Vicar Goya
- 2009-10: Balonmano Parc Sagunto

## Títulos y galardones
- 1 x Subcampeona de Europa (2008)[3]